# نانيوملاب
نانیوملاب (بالإنجليزية: Naniumlap)‏ رب المهرجانات والخصب في جزر كارولين. يضمن نماء النبات والحيوانات وحمل النساء بالأطفال. ومن حيواناته المقدسة السلحفاة، وبعض المخلوقات الأخرى التي لا يأكلها إلا الزعماء.